# Unione del Cambiamento Nazionale
L'Unione del Cambiamento Nazionale (in spagnolo: Unión del Cambio Nacional - UCN) è stato un partito politico di orientamento liberale e nazionalista fondato in Guatemala nel 2006.

## Risultati elettorali

### Elezioni parlamentari
| Elezione | Voti    | %    | Seggi    |
| -------- | ------- | ---- | -------- |
| 2007     | 128.109 | 4,06 | 4 / 158  |
| 2011     | 416.872 | 9,57 | 14 / 158 |
| 2015     | 244.788 | 5,37 | 6 / 158  |
| 2019     | 218.914 | 5,44 | 12 / 160 |

### Elezioni presidenziali
| Elezione | Elezione | Candidato              | Voti               | %                  | Esito                |
| -------- | -------- | ---------------------- | ------------------ | ------------------ | -------------------- |
| 2007     | I turno  | Mario Estrada Orellana | 103.695            | 2,87               | ❌ Non eletta/o (6º) |
| 2011     | I turno  | Mario Estrada Orellana | 383.643            | 8,57               | ❌ Non eletta/o (4º) |
| 2015     | I turno  | Mario Estrada Orellana | 169.664            | 3,45               | ❌ Non eletta/o (9º) |
| 2019     |          | Mario Estrada Orellana | Non ha partecipato | Non ha partecipato | Non ha partecipato   |